# Таль (Штирия)
Таль (нем. Thal) — ярмарочная община в Австрии, в федеральной земле Штирия. Входит в состав политического округа Грац-Умгебунг.  
Население составляет 2212 человек (на 31 декабря 2005 года). Занимает площадь 18,64 км². Официальный код — 6 06 48.
Община известна как место рождения известного бодибилдера, актёра и политика Арнольда Шварценеггера.

## Географическое положение
| Санкт-Освальд-бай-Планкенварт | Гратвайн-Штрасенгель | Грац |
| Хитцендорф                    | Компас               | Грац |
| Хитцендорф                    | Хитцендорф           | Грац |

## Политическая ситуация

### Выборы—2005
Бургомистр общины — Петер Урдль (СДПА) по результатам выборов 2005 года.
Совет представителей общины (нем. Gemeinderat) состоит из 15 мест.
- СДПА занимает 10 мест.
- Зелёные занимают 3 места.
- АНП занимает 2 места.

### Выборы—2015
Бургомистр общины — Маттиас Бруннер (нем. Matthias Brunner, АНП) по результатам выборов 2015 года.

## Личности

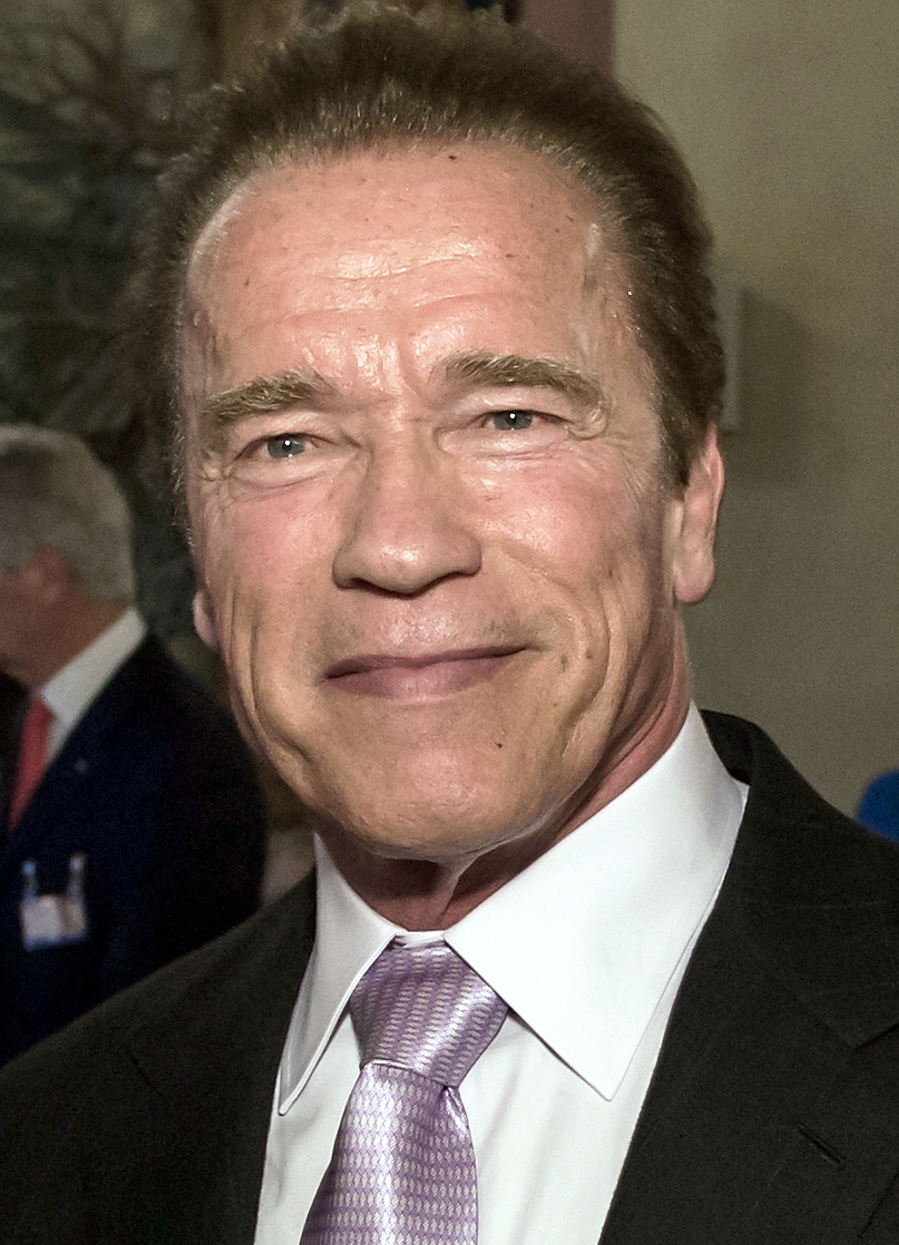
Арнольд Шварценеггер

- Шварценеггер, Арнольд (род. 1947), (нем. Arnold Schwarzenegger) — австрийский бодибилдер, мистер Вселенная, актёр и бывший губернатор Калифорнии, родился и вырос в Тале